# 영국령 인도
영국령 인도(영어: British India)는 17세기부터 1948년까지 잉글랜드 왕국과 그 이후 대영제국이 직접 통치한 인도아대륙의 지역을 가리킨다. 1757년 이전까지 영국은 인도아대륙 해안가에 상관과 무역 거점을 설립했다. 1757년 플라시 전투 이후 벵골이 영국 동인도 회사의 직할령이 되면서 영국 정부는 본격적으로 인도 지역에 총독을 파견하기 시작했고, 1834년 벵골 총독의 명칭은 인도 총독으로 변경되었다. 1858년 세포이 항쟁 이후 무굴 제국이 붕괴되고 영국 국왕이었던 빅토리아가 인도 황제에 즉위한 이후 인도 내 영국의 지배 지역은 묶어서 "인도 제국"으로 불리게 되었다. 빅토리아 여왕의 즉위 기간 동안 인도 제국은 상미얀마, 하미얀마, 해협 식민지, 아덴 보호령, 영국령 실론 등을 예하 식민지로 편입하기도 했다. 인도 제국의 총독부 지역이 확장되는 한편, 비효율적으로 운영되던 인도 제국 내 총독부는 'Province'로 분할되었다. 한편 마이소르 왕국, 하이데라바드국, 잠무 카슈미르 왕국과 같이 인도 제국의 직접 지배를 받지는 않지만 대영제국에 외교 및 군사 결정권을 이양하고 영국의 보호령이 된 국가들은 인도 번왕국이라 불렸다. 영국의 인도아대륙 지배는 1947년 인도와 파키스탄의 독립 선포 및 뒤이은 전쟁의 발발로 사실상 종결되었지만,

## 같이 보기
- 인도 제국
- 번왕국